# テングノハナ

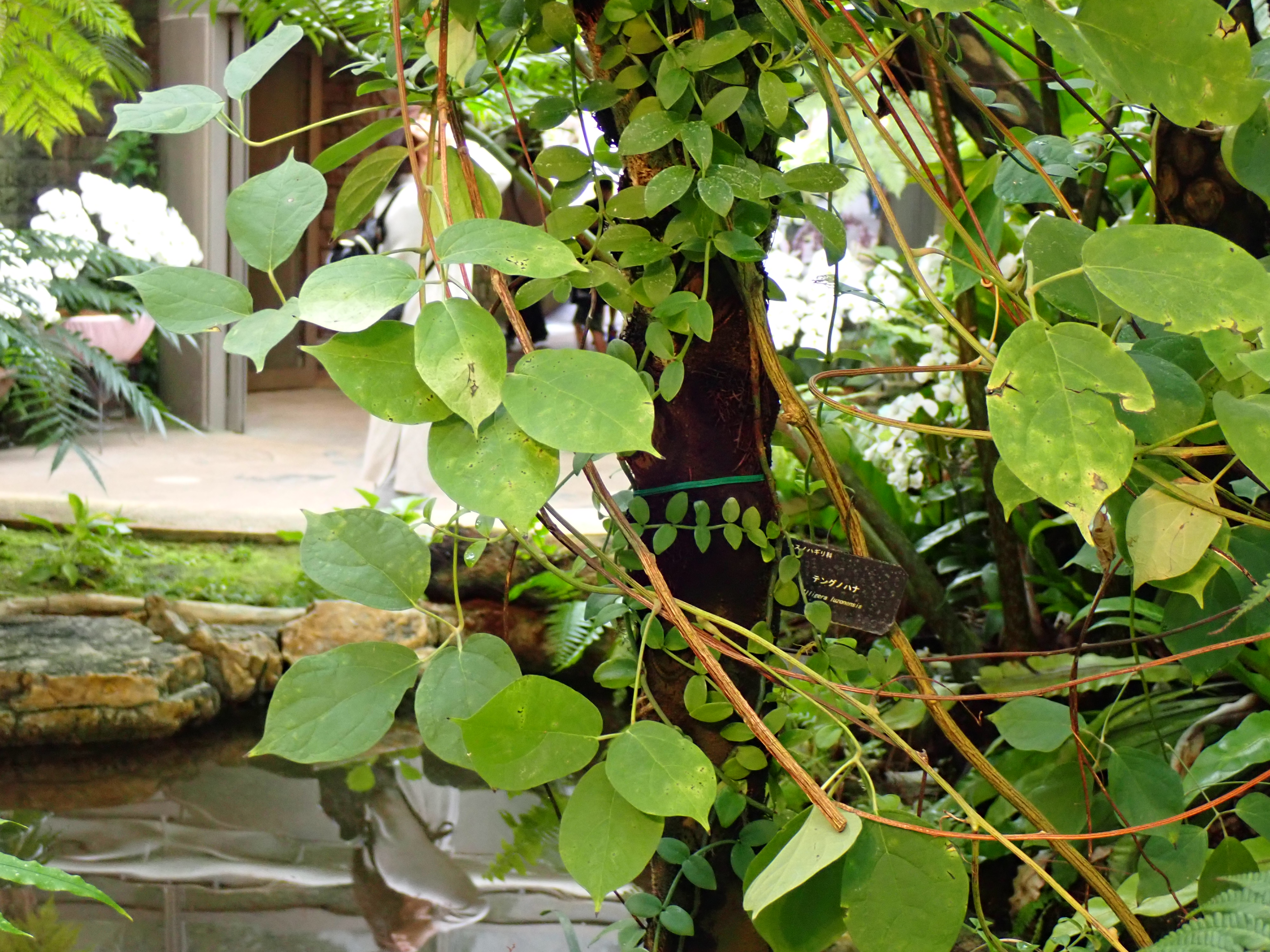
テングノハナの3出複葉（2025年2月 沖縄県本部町 熱帯ドリームセンター植栽）

テングノハナ（学名: Illigera luzonensis）は、ハスノハギリ科テングノハナ属に分類される常緑性つる性木本の1種である。葉は三出複葉であり、葉柄で他物にからまる。葉腋から花序が生じ、淡赤紫色の花被片が10枚、雄しべが5個、雌しべが1個からなる花が咲く。果実の左右には、幅広い翼が張り出している。和名の「テングノハナ」は、この翼を天狗の鼻に見立てたことに由来する。石垣島と台湾、フィリピンに分布するが、石垣島の自生個体はほとんど残っていない。

## 特徴
常緑性の木本性つる植物（藤本）、茎は角張り、下部は地上を這い、上部は葉柄で他物にからみついて高さ10メートル (m) に達する。若枝には短毛があるが、のちに無毛になる。葉は互生し、三出複葉、葉柄は長さ4–10センチメートル (cm)、背面に1列の短毛があるかまたは無毛、小葉柄は長さ5–18ミリメートル (mm)、軟毛が密生し、葉沈をもち、小葉は卵形から卵円形、3.5-14 × 3-10 cm、全縁、基部は円形または浅心形、先端は鋭尖形、側脈は3–5対、葉表脈上に短毛がある。
台湾での花期は夏季（6–10月）であるが、石垣島では春季（3–5月）と秋季（10–12月）であることが報告されている（フィリピンでは不明）。葉腋から長さ 7–20 cm の散房花序が生じ、花序軸の節には短毛が密生する。小苞は微細。午前中に咲いて午後には閉じる。花は両性、花被片は淡赤紫色、狭披針形で先端はとがり、8–12 × 3–4 mm、5枚ずつ2輪につき、雄しべは5個、各花糸の基部には2個ずつ腺体があり、雌しべは1個、花柱は1本、細く、先端は扇状に広がって幅は約 2 mm、子房は下位、1室、頂生胚珠を1個含む。果実は堅果、楕円形、左右に大きな翼が張り出しており、背腹に狭い翼があり、長さ 1.5–2 cm、幅（左右の翼を含めて）3–4.5 cm。

## 分布・生態
南西諸島の石垣島、台湾南部、フィリピンに分布する。台湾やフィリピンでは、海岸近くから標高 1300 m 付近まで見られるが、石垣島では海岸林に生育する。

## 保全状況評価
絶滅危惧IA類 (CR)（環境省レッドリスト）
日本における唯一の自生地である石垣島では、2015年時点で1ヶ所で2個体のみが確認されている。環境省および沖縄県のレッドデータでは、絶滅危惧IA類 (CR) に指定されている。

## 分類
石垣島産のテングノハナは、開花期が春と秋であることや、長楕円形から円錐形のつぼみが見られないこと、小葉の非葉脈上に鉤状毛が散生していることで、台湾やフィリピンの個体と異なっている。また、葉緑体DNAの塩基配列においてフィリピン産のものとは差異があることが示されている。これらのことから、石垣島の個体群は、台湾やフィリピンのものとは異なる系統群であることが示唆されている。